# Palma de Mallorca
Palma är en stad och kommun vid Palmabukten på Mallorcas sydvästra kust. Den är huvudstad både i regionen Balearerna och provinsen med samma namn. Staden har ungefär 300 000 invånare, kommunen cirka 400 000 invånare, och hela storstadsområdet över en halv miljon invånare.
Palmas största näring är turismen. I april 1955 landade den första svenska charterresan på Mallorca.

## Geografi
Ön Cabrera hör tillsammans med några närliggande mindre öar till kommunen. Dessa öar är belägna strax söder om Mallorcas kust.

### Angränsande kommuner
Palma de Mallorca gränsar till följande kommuner:
- Algaida
- Bunyola
- Calvià
- Esporles
- Llucmajor
- Marratxí
- Puigpunyent
- Santa Eugènia
- Santa María del Camí
- Valldemosa

## Historia
Palmas historia som stad går tillbaka till romartiden då en befäst stad uppfördes öster om floden, staden hette då Palmaria. Under morisk tid kom hela ön under arabiskt inflytande, och staden hette på den tiden Medina Majorca.

## Stadsplan
Staden består av en stadskärna som en gång varit omgiven av en stadsmur. Stadskärnan ligger vid kusten och öster om en liten flod (Torrent sa Riera), och utanför stadskärnan löper en lång pir där fiskehamnen är belägen. Västerut längs kusten går den långsträckta hamnpromenaden Passeig Maritim ända ner till den nya gods- och färjehamnen Porto Pi. Stadsdelen längs hamnpromenaden heter Terreno. Runt stadskärnan breder modern bebyggelse ut sig i alla riktningar och runt staden går en ringled. En knapp mil öster om stadskärnan ligger Palmas internationella flygplats.

### Hamnen
Palmas hamn breder ut sig längs en halvmil av Palmabuktens kust. I söder ligger Porto Pi, omgärdat av den över en kilometer långa piren Dic de l'Oest (spanska: Dique del Oeste). "Övervakad" av det gamla fortet Sant Carles finns en flottbas, och därnäst ligger färjehamnen varifrån färjor löper ut mot Ibiza, Valencia och Barcelona. Längs hamnpromenaden ligger många stora lyxbåtar från hela Europa förtöjda. Den sista biten in mot staden, fram till utloppet på stadsfloden Torrent sa Riera, ligger de små mallorkinska segelbåtarna. Längst ut på en bred pir öster om flodens utlopp ligger den kungliga segelklubben Reial Club Náutic (Real Club Náutico) där Copa del Rei (Copa del Rey) anordnas varje år. På östsidan av piren och längs med sydsidan av gamla stan ligger fiskehamnen Port de Pescador belägen. Längst i väster ligger en över en kilometer lång och över hundra meter bred pir som skyddar hela den inre hamnen, inklusive den kungliga segelklubben. Den inre hamnen kallas för Port de Palma.
Bland de mindre småbåtshamnarna strax utanför staden kan nämnas Escola National de Vela Cala Nova i Cala Nova, Cala Portixtol och Club Maritimo Molmar i El Molinar samt Club Náutico des Cala Gambles i Cala Gambles.

## Stad och storstadsområde

### Staden
Själva staden går under namnet Palma och är en administrativ enhet, Ciutat de Palma, inom kommunen Palma de Mallorca. Befolkningen uppgick till 297 547 invånare i början av 2014.

### Kommunen
Kommunen omfattar staden Palma samt ett flertal andra orter och byar, med en total yta av 208,6 kvadratkilometer. Folkmängden uppgick i början av 2014 till 399 093 invånare.
Större orter inom kommunen (med invånarantal den 1 januari 2014):

Vy från Castell Bellver över hamnen i Palma.

- Palma (297 547)
- Sa Vileta (23 206)
- Sant Agustí (14 536)
- Platja de Palma (11 543)
- Coll De'n Rabassa (10 652)
- Sa Creu Vermella (9 397)

### Storstadsområdet
Palmas storstadsområde omfattade 2013 totalt åtta kommuner, med en total yta av 913,1 kvadratkilometer, med sammanlagt 542 782 invånare. Detta gjorde storstadsområdet till det trettonde största i Spanien.
Följande kommuner ingår i storstadsområdet:
- Bunyola
- Calvià
- Esporles
- Llucmajor
- Marratxí
- Palma de Mallorca
- Santa Eugènia
- Santa María del Camí

## Sevärdheter

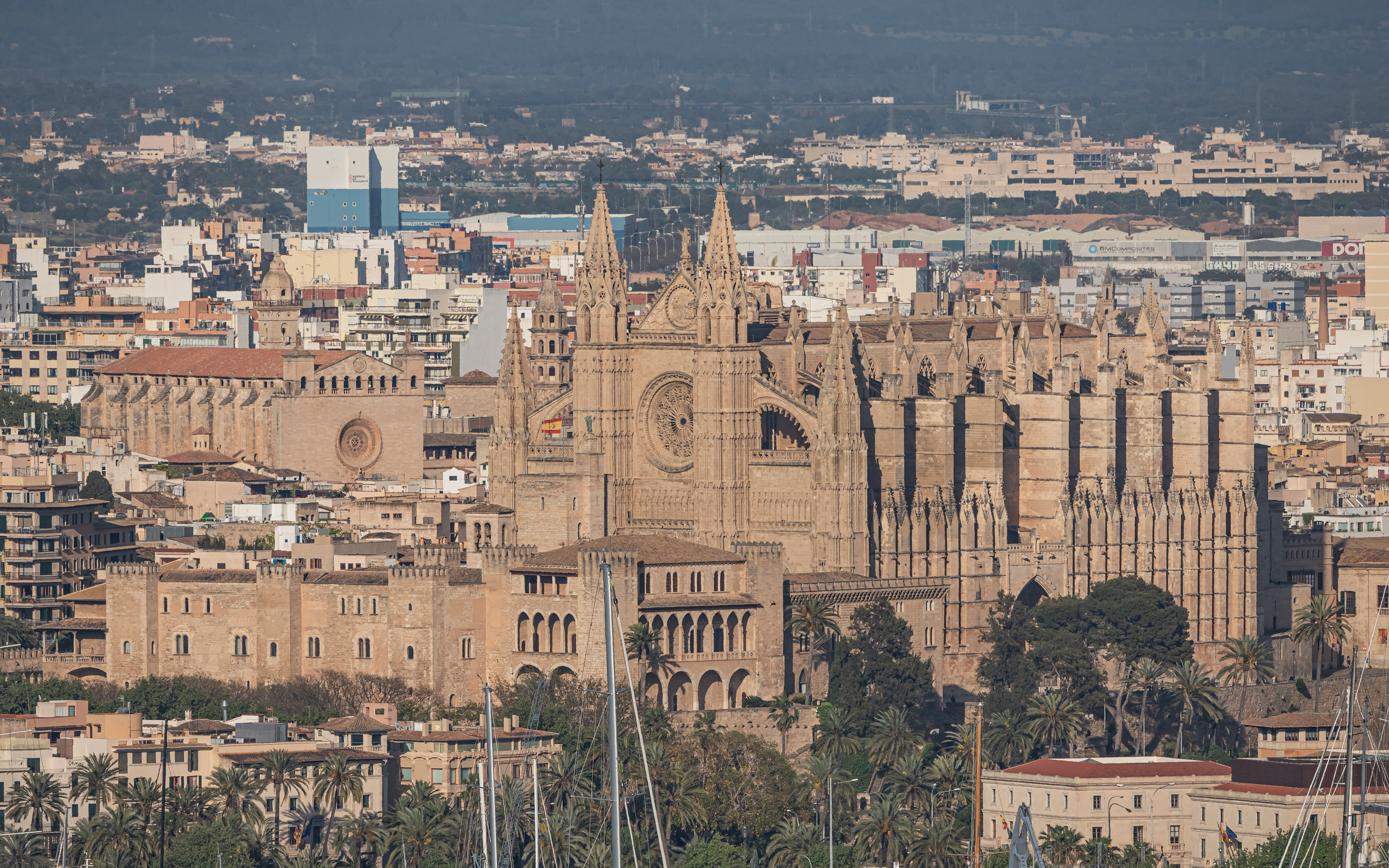
Katedralen La Seu i Palma de Mallorca, sedd nerifrån hamnpromenaden vid fiskehamnen.

### La Seu, Palmas katedral
Ett av de största turistmålen i Palma är 1300-talskatedralen La Seu. Denna är en pampig byggnad som dominerar hela hamnen och står som en symbol för makten och rikedomen hos Mallorcas kristna erövrare. Det sägs att Jakob I gav order om att uppföra katedralen 1230, men egentligen byggde man bara om en redan befintlig moské.

### Parc de la Mar
Parken intill katedralen heter Parc de la Mar och är en oas att strosa runt i. Den rymmer både en anlagd sjö och ett par kaféer. Den bästa delen av Palmas gamla stadsmur ligger utmed Parc de la Mar.

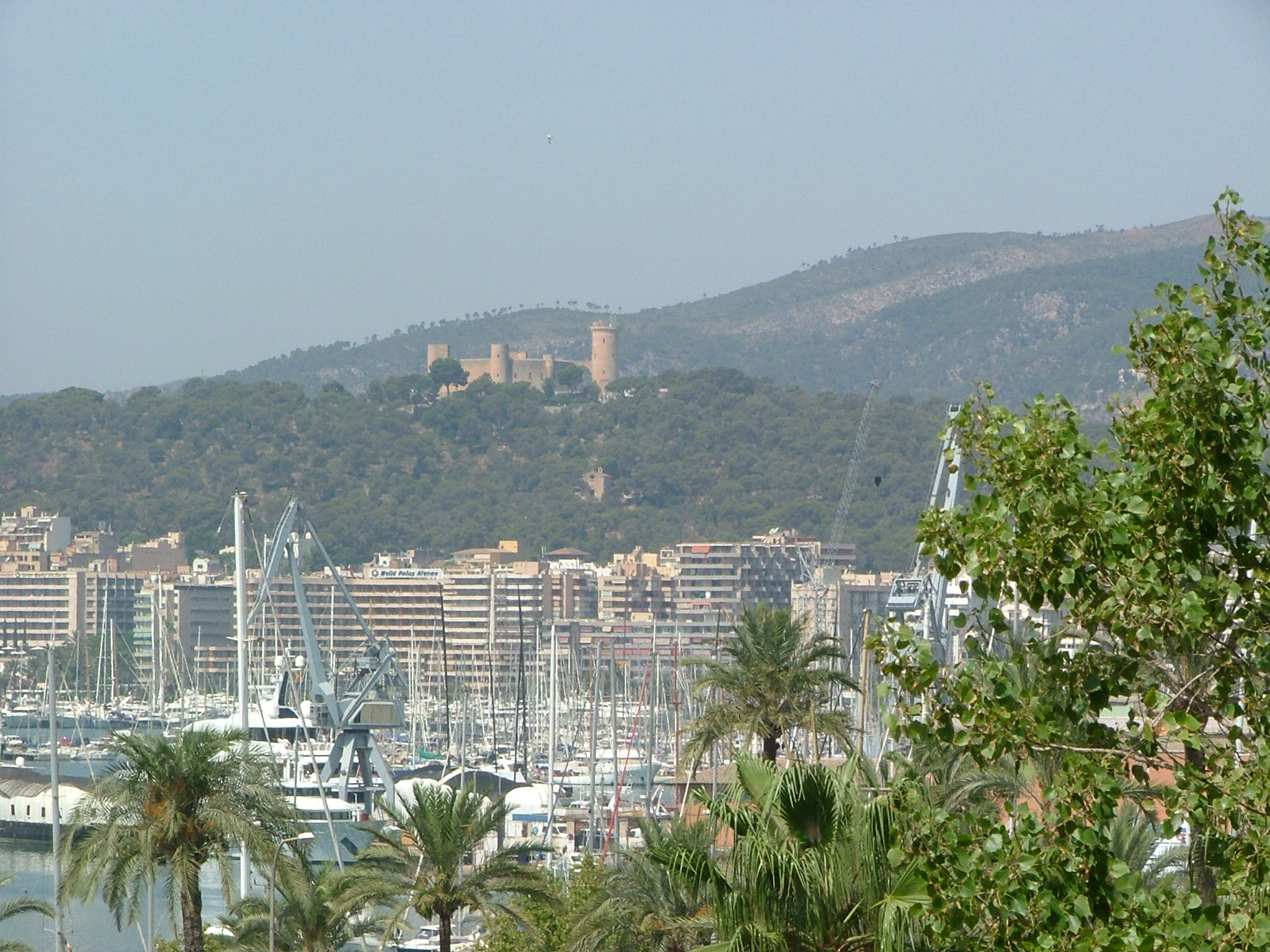
Castell Bellver, sedd nerifrån stadscentrum.

### Castell de Bellver
På 1300-talet var det praktfulla slottet Castell de Bellver (spanska: Castillo de Bellver) utanför Palma en fästning. Senare har det tjänat både som kungligt sommarresident och som fängelse. Slottet är omgivet av doftande pinjeskogar och fantastisk utsikt.

## Transporter och näringsliv

### Kommunikationer
De flesta turister anländer med flyg, och Palmas flygplats är mycket stor. Den var med 23 miljoner passagerare år 2007 Europas 15:e största, större än både Arlanda och danska Kastrup. 
SAS och Norwegian är de två flygbolag som flyger direkt till Palma från Arlanda. Från Sturup kan man flyga direkt med bland annat Malmö Aviation.

### Shopping
Spaniens största varuhuskedja, El Corte Inglés, har två filialer i Palma – en på Avinguda de Jaume III, 15 och en på Avinguda de Alexandre Rosselló, 12-16. Avinguda de Jaume III är ett av de främsta shoppingstråken i Palma med flera flotta butiker, exempelvis Loewe med exklusivt mode från Madrid. Passeig d'es Born är en annan shoppinggata med bland annat butiken Zara som säljer moderiktiga kläder. I västra änden av Palmas strandpromenad Passeig Marítim ligger shoppingcentret Porto Pi, som är fyllt med bland annat kläd- och skobutiker.

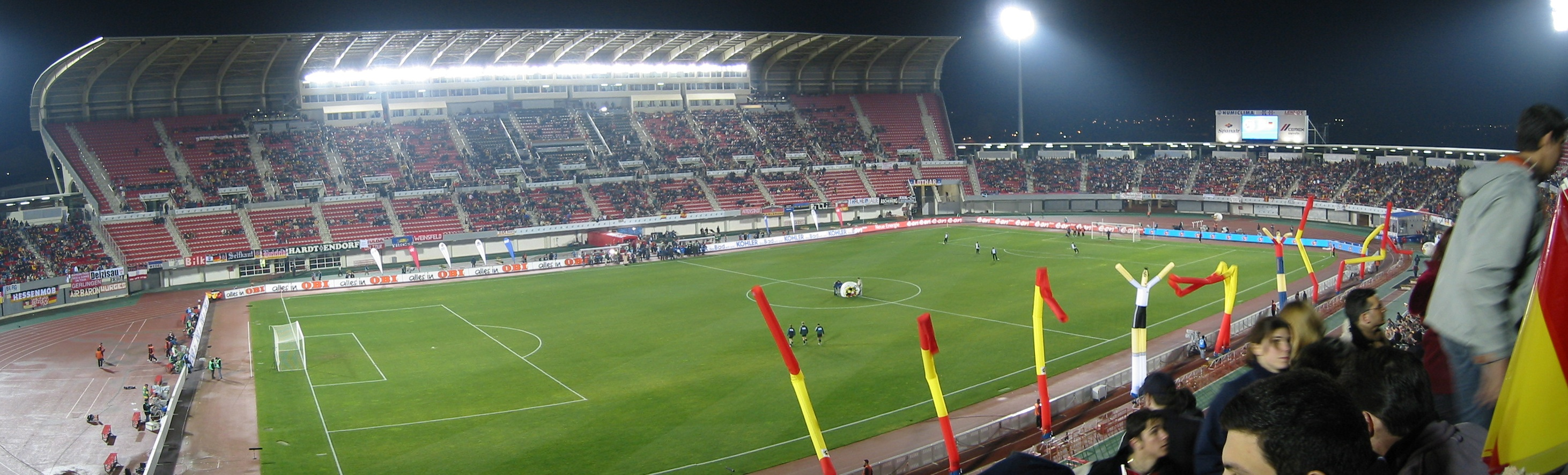
Panorama över Iberostar-stadion, hemmaplan för Real Mallorca.

## Sport
Palma främsta fotbollslag, Real Mallorca, spelar i andra divisionen i spansk fotboll, La Liga. 
I Palma anordnas kappseglingen Copa del Rei i Palmabukten av Palmas Reial Club Náutic. Kappseglingen anordnades första gången 1982 som en del av Campeonato Internacional del Mediterráneo och Semana Balear de Cruceros.